# Jorge Codinos
Jorge Codinos o Kodinos (en griego: Γεώργιος Κωδινός), también Pseudo Codinos, fue un compilador griego bizantino que tenía el cargo de curopalates (el encargado del palacio). Murió después de la caída de Constantinopla en 1453.
Compiló dos obras importantes: una sobre los oficios públicos del imperio y otro sobre las antigüedades de la capital. Estos libros se titulan: Περὶ τῶν ὀφφικιαλίων τοῦ Παλατίου Κωνσταντινουτόλεως καὶ τῶν ὀφφικίων τῆς μεγάλης Ἐκκλησίας o «De Officialibus Palatii Constantinopolitani et de Officiis Magnae Ecclesiae», y Παρεκβολαὶ ἐκ τῆς βίβλου τοῦ χρονίκου περὶ τῶν πατρίων Κωνσταντινουπόλεως o «Excerpta ex Libro Chronico de Originibus Constantinopolitanis».